# Rue de l’Arivée
Die Rue de l’Arrivée liegt im 15. Arrondissement von Paris.

## Lage
Seit der Bahnhof Paris-Montparnasse nach Südwesten verlegt wurde, beginnt an seiner Nordwestseite die Rue de l’Arrivée mit den Gebäuden, die an ihrem früheren Verlauf versetzt wurden: der Wohnkomplex Tour Maine-Montparnasse, das Einkaufszentrum Montparnasse Rive Gauche, dominiert vom Montparnasse-Turm. Auf der Südostseite von Turm und Einkaufszentrum befindet sich die Rue du Départ.
Im Gare Montparnasse befindet sich auch die Metrostation Montparnasse – Bienvenüe.

## Namensursprung
Da die Straße ursprünglich auf der Ankunftsseite (französisch arrivée) des Bahnhofs lag, bekam sie diesen Namen.

## Geschichte

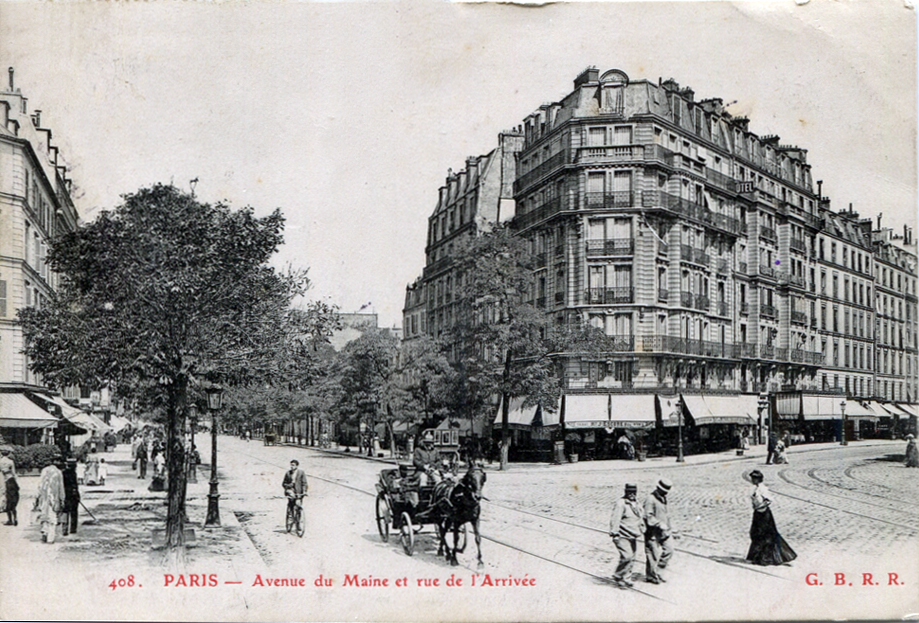
Ecke Rue de l’Arrivée / Avenue du Maine vor der Neugestaltung des Place Raoul-Dautry

Die Straße wurde 1849 zunächst auf einer Länge von 15 m beim Bau des zweiten Bahnhofs Paris-Montparnasse durch die Chemins de fer de l’Ouest eröffnet. Sie befand sich damit direkt an den Ankunftsbahnsteigen. Jedoch wurde sie erst im November 1881 in das offizielle Straßenverzeichnis aufgenommen.
Heute ist die Straße eine 40 m breite und 200 m lange Straße mit vier Fahrspuren und einer Versorgungsstraße auf der westlichen Seite.

## Sehenswürdigkeiten
- Nr. 8: Maison de la Bretagne[1]
- Nr. 8bis: Théâtre du Point-Virgule[2]